# Trinidad en Tobagoaanse kampioenschappen baanwielrennen
De Trinidad en Tobagoaanse kampioenschappen baanwielrennen zijn de kampioenschappen die de verschillende nationale kampioenen bepalen voor Trinidad en Tobago. In 2020 vonden de kampioenschappen plaats tijdens de uitbraak van covidcrisis en werden deze niet volledig uitgereden. En in 2021 werden de kampioenschappen in zijn gehele niet verreden. Niet alle onderdelen worden jaarlijks verreden. De kampioenschappen werden verreden in het Arima Velodrome en National Cycling Centre.

## Mannen

### Afvalling
| Jaar | Eerste        | Tweede      | Derde          |
| ---- | ------------- | ----------- | -------------- |
| 2023 | Akil Campbell | Tariq Woods | Adam Alexander |
| 2024 | Akil Campbell | Tariq Woods | Liam Trepte    |

### Achtervolging
| Jaar | Eerste         | Tweede          | Derde            |
| ---- | -------------- | --------------- | ---------------- |
| 2015 | Varun Maharajh | Akil Campbell   | Gavyn Nero       |
| 2016 | Gavyn Nero     |                 |                  |
| 2017 | Jovian Gomez   | Akil Campbell   | Sheldon Ramjit   |
| 2018 | Kemp Orosco    | Marcus Carvalho | Myles Burnette   |
| 2019 | Akil Campbell  | Tyler Cole      | Adam Alexander   |
| 2020 |                |                 |                  |
| 2021 |                |                 |                  |
| 2022 | Akil Campbell  | Sheldon Ramjit  | Maurice Burnette |
| 2023 | Tariq Woods    | Akil Campbell   | Liam Trepte      |
| 2024 | Tariq Woods    | Akil Campbell   | Liam Trepte      |

### Keirin
| Jaar | Eerste          | Tweede           | Derde            |
| ---- | --------------- | ---------------- | ---------------- |
| 2015 | Njisane Phillip | Quincy Alexander | Kwesi Browne     |
| 2016 | Kwesi Browne    |                  |                  |
| 2017 | Keron Bramble   | Quincy Alexander | Kwesi Browne     |
| 2018 | Haseem McLean   | Donnell Harrison | Jabari Thorne    |
| 2019 | Nicholas Paul   | Quincy Alexander | Haseem McLean    |
| 2020 |                 |                  |                  |
| 2021 |                 |                  |                  |
| 2022 | Kwesi Browne    | Quincy Alexander | Akil Campbell    |
| 2023 | Nicholas Paul   | Kwesi Browne     | Quincy Alexander |
| 2024 | Akil Campbell   | Zion Pulido      | Kyle Caraby      |

### 1 km tijdrit
| Jaar | Eerste           | Tweede           | Derde          |
| ---- | ---------------- | ---------------- | -------------- |
| 2015 | Quincy Alexander | Justin Roberts   | Azikiwe Kellar |
| 2016 | Thireef Smart    |                  |                |
| 2017 | Quincy Alexander | Akil Campbell    | Ako Kellar     |
| 2018 | Jabari Thorne    | Peter Thompson   | Akil Campbell  |
| 2019 |                  |                  |                |
| 2020 | Azikiwe Kellar   | Vidal Ramlagan   |                |
| 2021 |                  |                  |                |
| 2022 | Tariq Woods      | Liam Trepte      | Vidal Ramlagan |
| 2023 | Corey Samuel     |                  |                |
| 2024 | Samuel Maloney   | Devante Laurence | Raul Garcia    |

### Sprint
| Jaar | Eerste           | Tweede           | Derde            |
| ---- | ---------------- | ---------------- | ---------------- |
| 2015 | Njisane Phillip  | Quincy Alexander | Kwesi Browne     |
| 2016 | Kwesi Browne     |                  |                  |
| 2017 | Nicholas Paul    | Keron Bramble    | Kwesi Browne     |
| 2018 | Haseem McLean    | Peter Thompson   | Jabari Thorne    |
| 2019 | Quincy Alexander | Haseem McLean    | Michael Ackee    |
| 2020 | Nicholas Paul    | Kwesi Browne     | Quincy Alexander |
| 2021 |                  |                  |                  |
| 2022 | Kwesi Browne     | Quincy Alexander | Zion Pulido      |
| 2023 | Nicholas Paul    | Kwesi Browne     | Quincy Alexander |
| 2024 | Zion Pulido      | Ryan D'Abreau    | Devante Laurence |

### Ploegenachtervolging
| Jaar | Eerste                                                     | Tweede                                                      | Derde |
| ---- | ---------------------------------------------------------- | ----------------------------------------------------------- | ----- |
| 2015 | Akil Campbell Jovian Gomez Varun Maharajh Barry Lucas      |                                                             |       |
| 2016 | Varun Maharajh Jovian Gomez Emmanuel Watson Gevan Samuel   |                                                             |       |
| 2017 | Varun Maharajh Jovian Gomez Akil Campbell Justice Philemon |                                                             |       |
| 2018 | Jabari Whiteman Akil Campbell Jovian Gomez Ronell Woods    | Myles Burnette Marcus Boneo Donnell Harrison Darius Beckles |       |
| 2019 |                                                            |                                                             |       |
| 2020 |                                                            |                                                             |       |
| 2021 |                                                            |                                                             |       |
| 2022 |                                                            |                                                             |       |
| 2023 |                                                            |                                                             |       |
| 2024 |                                                            |                                                             |       |

### Teamsprint
| Jaar | Eerste                                          | Tweede                                      | Derde                                     |
| ---- | ----------------------------------------------- | ------------------------------------------- | ----------------------------------------- |
| 2014 | Keron Bramble Njisane Phillip Varun Maharajh    |                                             |                                           |
| 2015 | Jude Codrington Quincy Alexander Justin Roberts |                                             |                                           |
| 2016 | Kevin Tinto Jarod Phillips Andrew Rampersad     |                                             |                                           |
| 2017 | Njisane Phillip Jude Codrington Keron Bramble   |                                             |                                           |
| 2018 | Haseem McLean Myles Burnette Aaron Alleyne      | Kemp Orosco Sheldon Ramjit Maurice Burnette | Marcus Boneo Peter Thompson Jabari Thorne |
| 2019 |                                                 |                                             |                                           |
| 2020 |                                                 |                                             |                                           |
| 2021 |                                                 |                                             |                                           |
| 2022 |                                                 |                                             |                                           |
| 2023 | Ryan D'Abreau Kyle Caraby Devante Laurence      |                                             |                                           |
| 2024 | Kyle Caraby Ryan D'Abreau Devante Laurence      | Raul Garcia Troy Nelson John Gyan-Sootim    |                                           |

### Omnium
| Jaar | Eerste          | Tweede           | Derde            |
| ---- | --------------- | ---------------- | ---------------- |
| 2015 | Varun Maharajh  | Akil Campbell    | Gavyn Nero       |
| 2016 | Justin Roberts  |                  |                  |
| 2017 | Akil Campbell   | Varun Maharajh   | Adam Alexander   |
| 2018 | Jovian Gomez    | Akil Campbell    | Jabari Whiteman  |
| 2019 | Akil Campbell   | Tyler Cole       | Kemp Orosco      |
| 2020 | Jabari Whiteman | Maurice Burnette | Lorenzo Orosco   |
| 2021 |                 |                  |                  |
| 2022 |                 |                  |                  |
| 2023 | Akil Campbell   | Adam Alexander   | Liam Trepte      |
| 2024 | Akil Campbell   | Liam Trepte      | Maurice Burnette |

### Puntenkoers
| Jaar | Eerste         | Tweede           | Derde            |
| ---- | -------------- | ---------------- | ---------------- |
| 2015 | Akil Campbell  | Varun Maharajh   | Gavyn Nero       |
| 2016 | Sheldon Ramjit |                  |                  |
| 2017 | Akil Campbell  | Varun Maharajh   | Kemp Orosco      |
| 2018 | Kemp Orosco    | Sheldon Ramjit   | Donnell Harrison |
| 2019 | Tyler Cole     | Kemp Orosco      | Donnell Harrison |
| 2020 | Sheldon Ramjit | Maurice Burnette | Emmanuel Watson  |
| 2021 |                |                  |                  |
| 2022 |                |                  |                  |
| 2023 |                |                  |                  |
| 2024 | Akil Campbell  | Tariq Woods      | Liam Trepte      |

### Scratch
| Jaar | Eerste          | Tweede               | Derde          |
| ---- | --------------- | -------------------- | -------------- |
| 2015 | Akil Campbell   | Varun Maharajh       | Jovian Gomez   |
| 2016 | Justin Roberts  |                      |                |
| 2017 | Adam Alexander  | Tyler Cole           | Jovian Gomez   |
| 2018 | Tyler Cole      | Kemp Orosco          | Sheldon Ramjit |
| 2019 | Akil Campbell   | Kemp Orosco          | Adam Alexander |
| 2020 | Jabari Whiteman | Darius Beckles       | Sheldon Ramjit |
| 2021 |                 |                      |                |
| 2022 | Akil Campbell   | Adam Alexander       | Zion Pulido    |
| 2023 | Akil Campbell   | Enrique De Comarmond | Tariq Woods    |
| 2024 | Akil Campbell   | Tariq Woods          | Liam Trepte    |